# Cythereis incerta
Cythereis incerta is een mosselkreeftjessoort uit de familie van de Cytheridae. De wetenschappelijke naam van de soort is voor het eerst geldig gepubliceerd in 1965 door Szczechura.